# Brigitte Vollmar
Brigitte Vollmar (* 15. November 1961 in Memmingen) ist eine deutsche Medizinerin und Professorin an der Universität Rostock. Dort nimmt sie die Stelle der Direktorin des Rudolf-Zenker-Instituts für Experimentelle Chirurgie ein; zudem leitet sie die Serviceeinrichtungen „Zentrale Versuchstierhaltung“ und „Multimodale Kleintierbildgebung“ der dortigen Universität.

## Leben
Brigitte Vollmar hat 1981 das Abitur am Bernhard-Strigel-Gymnasium in Memmingen abgelegt. Danach hat sie an der Universität Erlangen-Nürnberg 1981/82 Chemie studiert. Anschließend wechselte sie an die Ludwig-Maximilians-Universität München und studierte dort von 1982 bis 1988 Humanmedizin. Von 1988 bis 1990 war sie Ärztin im Praktikum an der Chirurgischen Klinik und Poliklinik, Klinikum Innenstadt und erhielt 1990 die Approbation. Im gleichen Jahr nahm sie einen Forschungsaufenthalt am Department of Anesthesiology, College of Medicine der University of Arizona wahr. Im Anschluss wurde sie Stipendiatin der Dr. Johannes Heidenhain‐Stiftung, 1991 erfolgte die Promotion zum Dr. med. am Institut für Chirurgische Forschung der Ludwig‐Maximilians‐Universität München.

## Berufliche Laufbahn
Von 1991 bis 1994 war sie wissenschaftliche Mitarbeiterin am gleichen Institut. 1994 wechselte sie an  die Universität des Saarlandes an das dortige Institut für Klinisch‐Experimentelle Chirurgie.  1996 erfolgte die Habilitation und sie wurde Oberassistentin an diesem Institut. Einen in diesem Jahr erhaltenen Ruf auf eine C3‐Professur an die Rheinische Friedrich-Wilhelms-Universität Bonn lehnte sie ab. Von 1996 bis 2002 war sie stellvertretende Direktorin und apl. Professorin am Institut für Klinisch‐Experimentelle Chirurgie der Universität des Saarlandes.
Nachdem sie einen weiteren Ruf an die Universität Heidelberg abgelehnt hatte, nahm sie das Angebot der Universität Rostock wahr und wurde dort 2002 Direktorin des Rudolf Zenker-Instituts für Experimentelle Chirurgie. Trotz weiterer Rufe an die Philipps-Universität Marburg (2005) und die Medizinische Universität Wien (2013) blieb sie an der Universität Rostock.

## Werk
Schwerpunkte ihrer Arbeit sind experimentelle Chirurgie, regenerative Medizin und nachwachsende Organe (Tissue Engineering). Sie ist auf die Erforschung von Organschädigung und Organreparatur vor allem der Leber, der Bauchspeicheldrüse und des Gehirns spezialisiert. Ein weiterer Forschungsbereich ist die molekulare Kleintierbildgebung.
Sie ist Mitherausgeberin einer Reihe von Fachmagazinen, u. a. von European Surgical Research, British Journal of Surgery, Der Chirurg, Digestive Surgery, International Journal of Surgical Research, ISRN Vascular Medicine, Langenbeck’s Archives of Surgery und World Journal of Gastrointestinal Pathophysiology.
Zudem engagiert sie sich für die Förderung des wissenschaftlichen Nachwuchses (WakWin, German Society of Anaesthesiology and Intensive Care Medicine (DGAI), Novartis Mentoring Programme for surgeons in transplantation medicine, CyberMentor programme in STEM fields, Mentoring Programme at the University of Greifswald).

## Publikationen (Auswahl)
- Enzym- und Mediatorfreisetzung bei experimenteller Pankreatitis.  Dissertation. Universität München, 1991.
- Die Mikrozirkulation der Leber nach Ischämie/Reperfusion und Endotoxinämie. Eine in vivo Analyse mikrohämodynamischer, zellulärer und molekularer Mechanismen. Habilitationsschrift. Universität des Saarlandes, 1996.
- B. Vollmar, M. D. Menger: The hepatic microcirculation: mechanistic contributions and therapeutic targets in liver injury and repair. In: Physiol. Rev. Band 89, 2009, S. 1269–339.
- N. Siebert, W. Xu, E. Grambow, D. Zechner, B. Vollmar: Erythropoietin improves skin wound healing and activates the TGF-β signaling pathway. In: Lab Invest. Band 91, 2011, S. 1753–1765.
- I. Stratos, N. Richter, R. Rotter, Z. Li, D. Zechner, T. Mittlmeier, B. Vollmar: Melatonin restores muscle regeneration and enhances muscle function after crush injury in rats. In: J Pineal Res. Band 52, 2012, S. 62–70.
- D. Zechner, M. Spitzner, A. Bobrowski, N. Knapp, A. Kuhla, B. Vollmar: Diabetes aggravates acute pancreatitis and inhibits pancreas regeneration in mice. In: Diabetologia. Band 55, 2012, S. 1526–1534.
- A. R. Kuehl, K. Abshagen, C. Eipel, M. W. Laschke, M. D. Menger, M. Laue, B. Vollmar: External inosculation as a feature of revascularization occurs after free transplantation of murine liver grafts. In: Am J Transplant. Band 13, 2013, S. 286–298.
- A. Kuhla, S. C. Ludwig, B. Kuhla, G. Münch, B. Vollmar: Advanced glycation end products are mitogenic signals and trigger cell cycle reentry of neurons in Alzheimer's disease brain. In: Neurobiol Aging. Band 36, 2015, S. 753–761.
- K. Abshagen, M. Brensel, B. Genz, K. Roth, M. Thomas, V. Fehring, U. Schaeper, B. Vollmar: Foxf1 siRNA delivery to hepatic stellate cells by DBTC lipoplex formulations ameliorates fibrosis in livers of bile duct ligated mice. In: Curr Gene Ther. Band 15, 2015, S. 215–227.

## Ehrungen
- 1998–1999 Heisenberg‐Stipendiatin am Center of Blood Research, Surgical Research Laboratories an der Harvard Medical School
- 2005: Vorsitzende der Gesellschaft für Mikrozirkulation und vaskuläre Biologie
- 2007‐2009: Präsidentin der European Society for Surgical Research
- 2008: Walter Brendel Award der European Society for Surgical Research
- ab 2008: Mitglied des wissenschaftlichen Beirats der Bundesärztekammer
- 2011: Franz Kuhn‐Medaille der Deutschen Gesellschaft für Anästhesiologie und Intensivmedizin
- ab 2011: Mitglied der Deutschen Akademie der Naturforscher Leopoldina (Matrikel-Nr. 7446)
- ab 2014: Präsidentin des Konzils der Universität Rostock
- ab 2015: Vorsitzende der Sektion Chirurgische Forschung der Deutschen Gesellschaft für Chirurgie
- 2018: Vorsitzende der DFG-Senatskommission für tierexperimentelle Forschung